# Clubiona dunini
Clubiona dunini là một loài nhện trong họ Clubionidae.
Loài này thuộc chi Clubiona. Clubiona dunini được miêu tả năm 2003 bởi Mikhailov.